# SpaceX CRS-29
SpaceX CRS-29 byla zásobovací mise lodi Dragon 2 společnosti SpaceX k Mezinárodní vesmírné stanici (ISS), devátá v rámci programu Commercial Ressuply Services 2. Start kosmické lodi s necelými 3 tunami zásob a provozního a vědeckého materiálu se uskutečnil 10. listopadu 2023 a připojení k ISS o den později. Let skončil 22. prosince 2023.

## Kosmická loď Cargo Dragon

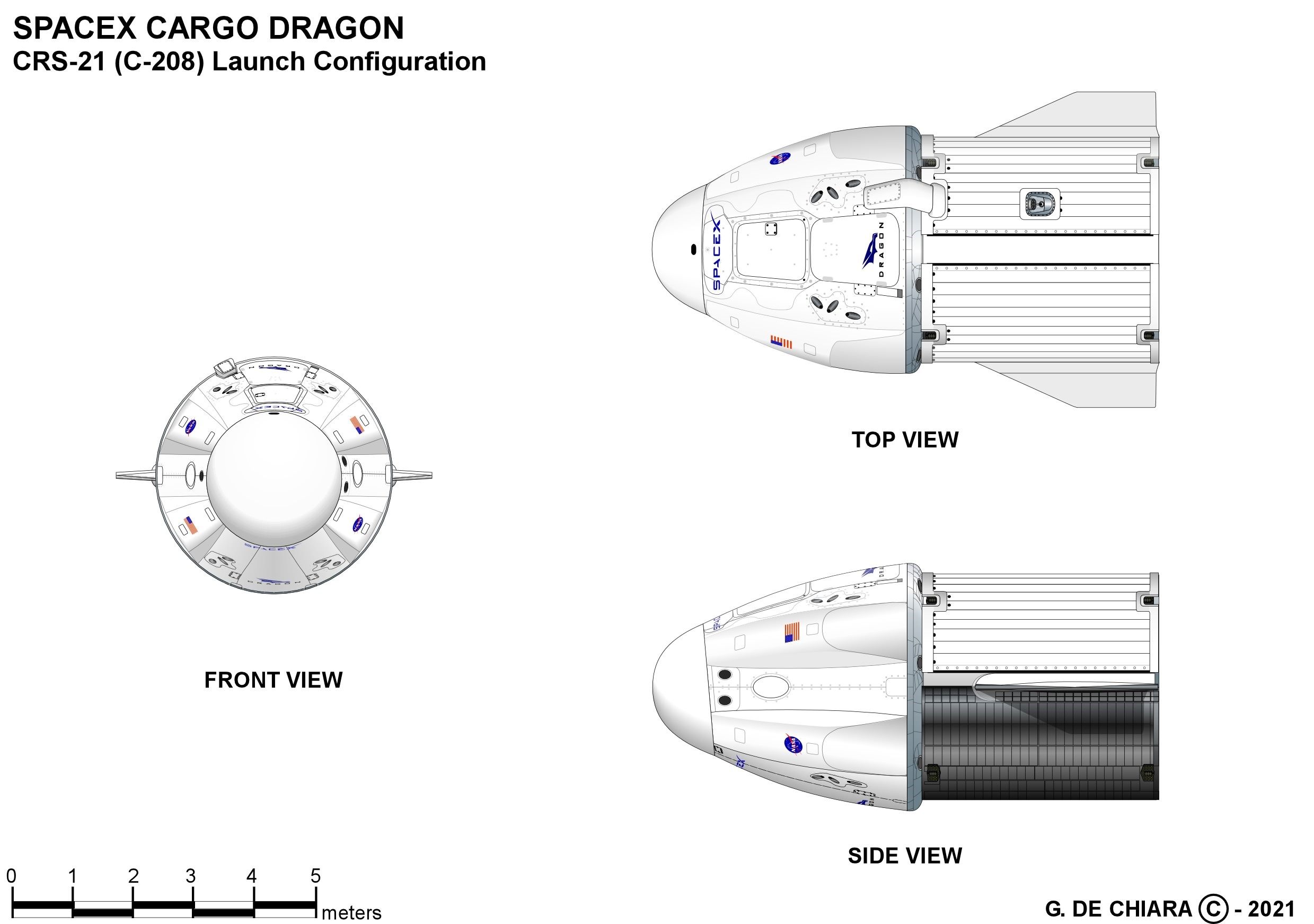
Cargo Dragon ve startovní konfiguraci.

Cargo Dragon je nákladní kosmická loď navržená společností SpaceX, v současnosti jediný prostředek schopný dopravit náklad nejen ze Země na nízkou oběžnou dráhu, ale také nazpět. Tvoří ji znovupoužitelná kabina kónického tvaru a nástavec v podobě dutého válce (tzv. trunk). V kabině je pro náklad určen hermetizovaný prostor 9,3 m3 a v nástavci nehermetizovaných 12,1 m3 pro náklad, který nemusí být přepravován v kabině, zejména proto, že bude umístěn na vnějším povrchu ISS. Sestava kabiny a nástavce ve startovní pozici měří na výšku 8,1 metru a v průměru má 4 metry.
Celková nosnost lodi při startu je 6 000 kg na oběžnou dráhu a až 3 307 kg na ISS, z toho až 800 kg v nástavci. Zpět na Zemi může loď dopravit až 3 000 kg nákladu a v nástavci, který před přistáním odhodí, až 800 kg odpadu z ISS. SpaceX uvádí životnost lodi 75 dní, NASA však využívá zhruba polovinu této doby a nákladní Dragony se na Zemi vracejí po 5 až 6 týdnech.

## Průběh letu
Po čtyřech postupně stanovených termínech (1., 4., 6. a 8. listopadu) – a jejich odkladech vyvolaných zjištěním a odstraňováním úniku NTO (oxidační činidlo tetroxidu dusíku) ve ventilu trysek jednoho z motorů Draco – se start mise na špici rakety Falcon 9 z Kennedyho vesmírného střediska na Floridě uskutečnil 10. listopadu 2023 v 01:28:14 UTC. Pro let byl určen exemplář Dragonu 2 s označením C211, který tak byl vyslán na svou druhou misi, stejně jako první stupeň nosné rakety Falcon 9 s pořadovým číslem B1081.
K přednímu portu modulu Harmony se kabina připojila 11. listopadu 2023 v 10:07 UTC. Loď se podle plánu průběžného plánu měla od stanice odpojit 14. prosince 2023 ve 20:05 UTC a poté přistát na padácích do vod Atlantského oceánu při pobřeží Floridy. NASA však v dalších dnech několikrát změnila termín plánovaného odletu kvůli nevhodnému počasí v přistávacích lokalitách:
- 12. prosince odložila odpojení na 15. prosince 2023 (ve 22:05 UTC, stejně jako ve všech dalších termínech),[13]
- 14. prosince posunula odlet hned o dva dny, na 17. prosince,[14]
- 16. prosince přišel další odklad na 19. prosince,[15]
- 18. prosince na 20. prosince[16]
- a 20. prosince se počítalo s odletem 21. prosince.[17]

Loď se pak od modulu Harmony skutečně oddělila 21. prosince 2023 v 22:05 UTC, pomalu se vzdálila a nastoupila na trajektorii k návratu na Zemi. Přistála 22. prosince 2023 kolem 17:33 UTC do vod Mexického zálivu nedaleko floridského pobřežního města Tallahassee.

## Užitečné zatížení

### Při příletu
Dragon 2 dovezl na ISS 2 950 kg nákladu, který tvořily:
- zásoby pro posádku, zejména potraviny a osobní věci (681 kg),
- vybavení pro výstupy do volného prostoru (48 kg),
- hardware pro údržbu a rozvoj stanice (491 kg),
- počítačové vybavení (46 kg),
- materiály a technika pro vědecký program NASA a jejích partnerů (včetně cubesatů určených k vypuštění na oběžnou dráhu) (1 012 kg),

z toho 569 kg tvoří vybavení v nehermetizovaném nákladovém prostoru (trunku) určený k instalaci na vnější povrch stanice.
Dovezený hardware tvoří různé součásti jednotlivých systémů stanice, včetně systémů monitoringu a udržování kvality ovzduší a vody na palubě a v boxech pro pěstování rostlin, ochrany před mikroorganismy, a ergometrických systémů pro podporu kondice členů posádky.
Ze stovek nových výzkumů dopravených na stanici jsou zvláště zmiňovány experimenty a testy:
- ILLUMA-T (Laser Communication from Space) – Jde o test technologie, která má ISS do budoucna zajistit lepší možnosti datové komunikace. Terminál umístěný na vnější straně stanice bude využívat laserovou nebo optickou komunikaci k odesílání informací s vysokým rozlišením do systému LCRD (Laser Communications Relay Demonstration) umístěného na geosynchronní oběžné dráze kolem Země. Z něj data zamíří do optických pozemních stanic na Haleakale na Havaji a na Stolové hoře v Kalifornii. Pro člověka neviditelné infračervené světlo může odesílat a přijímat informace vyšší rychlostí přenosu dat než tradiční radiofrekvenční systémy, a tedy odesílat více snímků a videí oběma směry v rámci jednoho přenosu. Otestování technologie ILLUMA-T otevírá cestu také k umístění laserových komunikačních terminálů na kosmických lodích na oběžné dráze Měsíce nebo Marsu. Podle Goddardova střediska kosmických letů NASA, které projekt řídí, jsou laserové systémy menší, lehčí a spotřebovávají méně energie než dosavadní systémy rádiové.
- AWE (Atmospheric Waves Experiment) – Infračervený zobrazovací přístroj je určen k měření vlastností, rozložení a pohybu atmosférických gravitačních vln, které se šíří zemskou atmosférou v důsledku rozrušování vzduchových vrstev, podobně jako vznikají vlny při pádu kamene do vody. Tyto vlny jsou jedním z mechanismů přenosu energie a hybnosti v klimatickém systému a hrají roli při jeho vývoji. Jsou poměrně malé při svém vzniku, ale ve výškách zesilují a potenciálně mohou vést ke změnám klimatu, které jsou v nižších výškách nesnadno pozorovatelné. Vědci se budou věnovat také vzájemnému působení atmosférických gravitačních vln a dalších úkazů, např. slunečního větru. Kde o vůbec první výzkum tohoto fenoménu na okraji Země a vesmíru.
- Dysfunkce, adaptace a zotavení vaječníků a estrogenové signalizace vyvolané kosmickým letem – Tento základní vědecký výzkum sponzorovaný NASA pokračuje v předchozích studiích v mikrogravitaci zaměřených na lepší porozumění kombinovaným účinkům kosmického letu, výživy a environmentálního stresu na kontrolu ovulace a výsledné účinky na kostru. Výsledky této studie by mohly pomoci identifikovat a léčit účinky stresu na ovulaci a zlepšit zdraví kostí na Zemi.
- Aquamembrane-3 – Výzkum Evropské kosmické agentury (ESA) pokračuje ve vyhodnocování nahrazení multifiltračních lůžek používaných pro získávání vody na kosmické stanici. Nově půjde o membrány známé jako Aquaporin Inside Membrane, které obsahují bílkoviny vyskytující se v biologických buňkách, známé jako aquaporiny, a filtrují tak vodu rychleji při nižší spotřebě energie. Prvotní testování této membránové technologie v roce 2015 ukázalo, že filtrace vody pomocí membrán je v mikrogravitaci možná, a toto následné testování by mohlo prokázat, jak účinně membrány eliminují kontaminanty v odpadní vodě z vesmírné stanice. Výsledky by mohly posunout vývoj kompletního a plnohodnotného systému na získávání vody z membrán, a tedy by zlepšit regeneraci vody a snížit množství materiálu, který je třeba vynést na vesmírnou stanici. Tato technologie filtrace vody by se mohla ale uplatnit i v extrémních prostředích na Zemi, například ve vojenských a nouzových podmínkách, a v decentralizovaných vodních systémech na odlehlých místech.

### Při návratu
Loď při návratu na Zemi může odveze různý materiál o hmotnosti 1 950 kg. Náklad obvykle tvoří zejména výsledky vědeckých experimentů provedených na palubě stanice, nebo součásti vybavení stanice určené k výměně nebo opravám před znovupoužitím na stanici. 